# Claudia Leitte
Claudia Cristina Leite Inácio Pedreira (São Gonçalo, 10 de julho de 1980), mais conhecida como Claudia Leitte, é uma cantora, compositora e empresária brasileira. Sua carreira teve início em 2001, na Bahia, como vocalista da banda Babado Novo, na qual lançou dois álbuns de estúdio, três álbuns ao vivo e dois DVDs e marcou sucessos como "Amor Perfeito", "Cai Fora", "Eu Fico", "Safado, Cachorro, Sem-vergonha", "Doce Desejo", "Bola de Sabão", "A Camisa e O Botão", "Insolação do Coração" e "Pensando em Você". Em 2008 deixou a banda para seguir carreira solo com o lançamento do single "Exttravasa", presente em seu primeiro álbum solo, Ao Vivo em Copacabana, de onde foram retiradas outros singles, "Beijar na Boca", "Pássaros" e "Horizonte". O álbum conquistou disco de ouro e o DVD platina tripla.
Em 23 de maio de 2010 lançou seu primeiro álbum de estúdio, intitulado As Máscaras, produzido pelo DJ Deeplick e tendo como compositores Carlinhos Brown, Latino e Mikael Mutti. No álbum a cantora retirou os singles de sucesso como a faixa-título "As Máscaras", "Famo$a", dueto com o estadunidense Travie McCoy, "Don Juan", com participação de Belo, "Trilhos Fortes" e "Água". Em 2011, Claudia apresenta sua primeira canção em inglês no Miss Universo, evento com audiência estimada de mais de dois bilhões de telespectadores; participa do Rock In Rio e lança a música "Samba", dueto com o porto-riquenho Ricky Martin. Em 21 de março de 2012 lançou "Bem Vindo Amor" primeiro single de seu segundo DVD e álbum ao vivo intitulado Negalora: Íntimo, que foi lançado em 29 de agosto de 2012. Em 2012, Claudia Leitte participou do Livro CD Mensagens de Natal nas vozes da Rádio Globo, ela interpretou a mensagem "Abrace o Natal" de autoria do escritor Antonio Marcos Pires. No mesmo ano, torna-se uma das juradas do talent show The Voice Brasil, da Rede Globo
Em 16 de janeiro de 2014 lançou seu terceiro DVD e álbum ao vivo Axemusic - Ao Vivo, gravado em Recife, de onde foi tirado os singles "Claudinha Bagunceira", "Tarraxinha", com participação de Luiz Caldas, "Quer Saber?", dueto com Thiaguinho," "Dekolê" e "Largadinho". Ainda em 2014, Claudia se tornou uma das vozes da música tema oficial da Copa do Mundo FIFA de 2014, "We Are One (Ole Ola)" se juntando aos estadunidenses Pitbull e Jennifer Lopez. Em 18 de maio Claudia Leitte fez história e foi a primeira brasileira a se apresentar no Billboard Music Awards. No dia 12 de agosto de 2014, Claudia Leitte foi anunciada como rainha de bateria da tradicional escola de samba carioca Mocidade Independente de Padre Miguel. A coroação de Claudia ocorreu no dia 6 de setembro de 2014 na quadra da escola de samba e o desfile ocorreu no domingo, 15 de fevereiro de 2015.

## Biografia
Nascida de uma família humilde em São Gonçalo, cidade da Região Metropolitana do Rio de Janeiro, Claudia Cristina Leite Inácio muda-se com a família para a cidade natal de sua mãe, Salvador, com cinco dias de vida, onde posteriormente viria a receber da Câmara Municipal de Salvador o título de "cidadã soteropolitana". Em 1983, aos três anos, Claudia subiu no palco de uma churrascaria, aproveitando o intervalo deixado pelo cantor que se apresentava, e começa a cantar "Emília, Emília, Emília", canção de Baby do Brasil. Na adolescência morou em Feira de Santana, onde começou a cantar em bares e festivais até que, com 13 anos, passou a integrar a banda do cantor Nando Borges na qual trabalhou como backing vocal. Em 1998, aos 18 anos, Claudia ingressa nas faculdades de Direito, Comunicação Social, saindo de ambas no início dos cursos, passando a fazer a faculdade de Música mais tarde, a qual ficou mais tempo. Na mesma época passa a integrar a Banda Violeta, um grupo de forró, onde Claudia deu os primeiros passos nos palcos profissionais, tendo uma agenda com vários espetáculos, largando  mais uma vez a faculdade. Em 1999 deixa a banda, procurando um grupo que se adequasse a sua vontade de cantar axé music, passando a integrar por um curto tempo uma banda informal com amigos, chamada Macaco Prego.

## Carreira

### 2000–07: Companhia do Pagode e Babado Novo

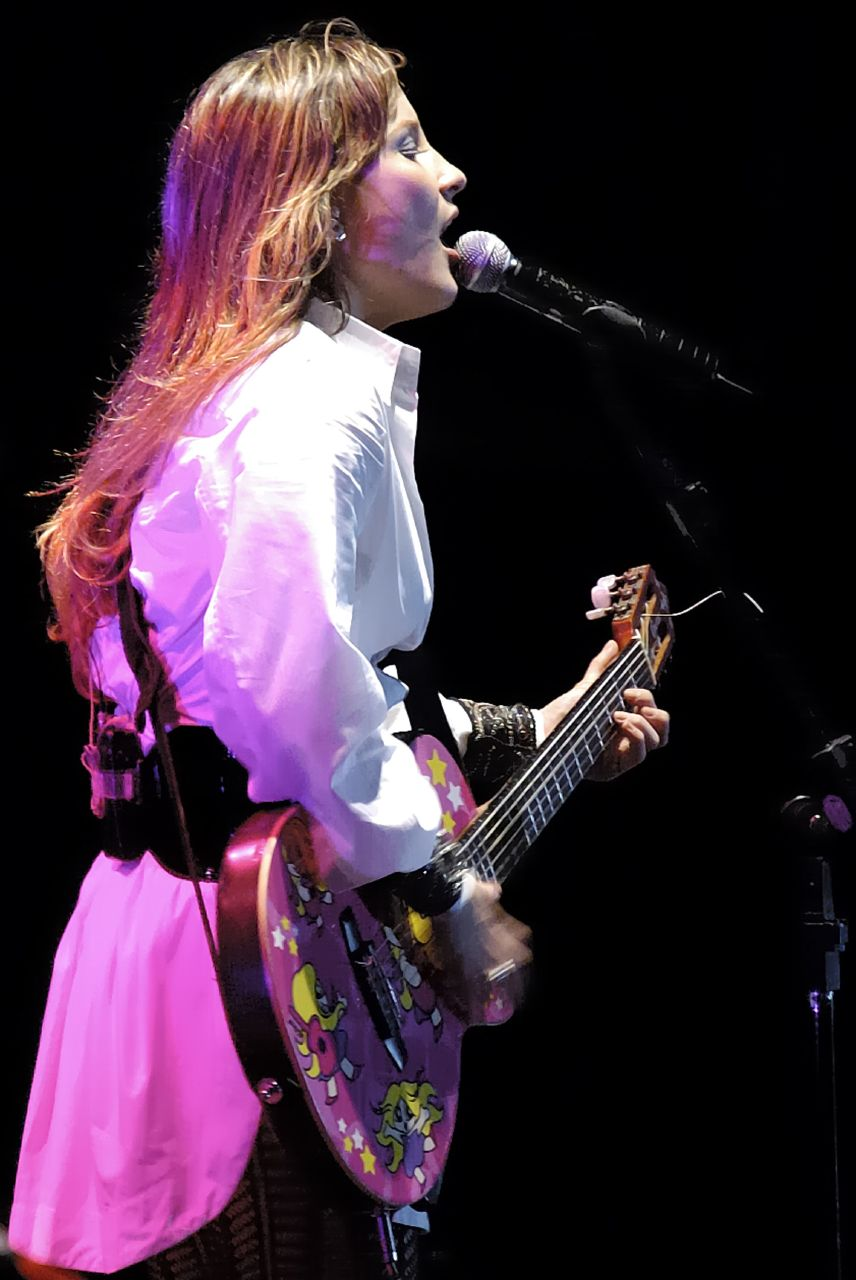
Leitte em apresentação (2005).

Em 2000, Claudia Leitte assina o primeiro contrato comercial com os empresários Cal Adam e Manuel Castro para tornar-se vocalista da banda Nata do Samba, porém no mesmo ano passa para a Companhia do Pagode. A cantora chegou a regravar a canção "Me Solta" com seus vocais e se apresentar em programas, mas deixou o grupo no final de 2001 para formar o Babado Novo, que acabou lhe dando projeção nacional. Em 2002, a banda lançou seu primeiro single "Cai Fora", fazendo com que a banda ganhasse fama em Salvador. No mesmo ano, a banda assinou contrato com a gravadora "Poly Music", lançando seu primeiro CD "Babado Novo" (álbum ao vivo gravado em Natal no Rio Grande do Norte) apenas em algumas regiões do nordeste brasileiro. Com o sucesso de vendas e frequentes shows em outras regiões, a Poly Music relançou o mesmo CD com capa e encarte diferente em outras regiões brasileiras, rendendo a banda seu primeiro Disco de Ouro pelas mais de 100 000 cópias vendidas. O sucesso da banda chamou a atenção da gravadora "Universal Music", com quem a banda assinou contrato e tendo o mesmo álbum relançado pela terceira vez no Brasil todo com capa e encarte diferente. O mesmo álbum trouxe o sucesso "Amor Perfeito", regravação de Roberto Carlos. As versões somadas venderam ao todo 500 mil cópias.

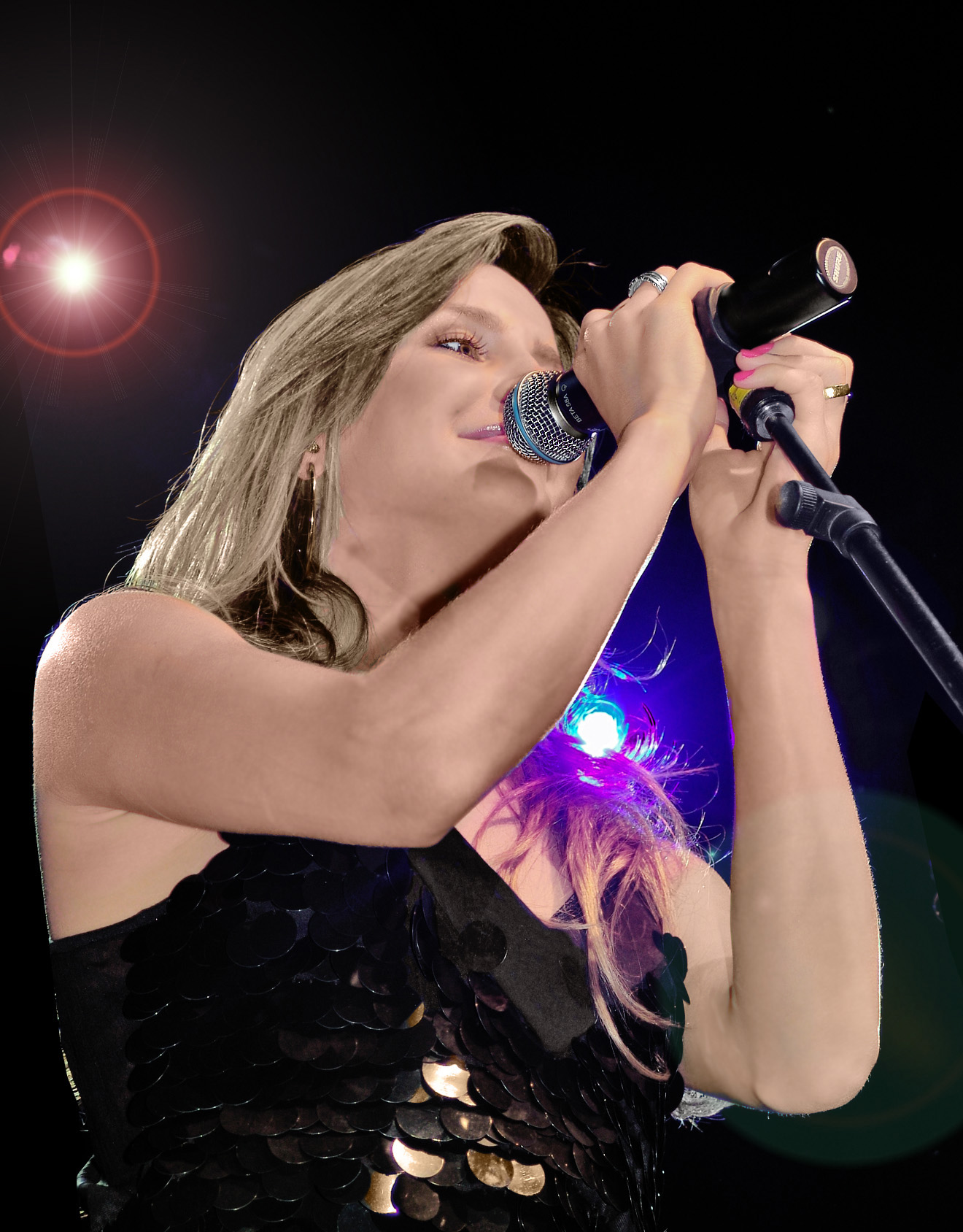
Leitte em apresentação (2007).

O sucesso do primeiro álbum fez o grupo se apresentar além do carnaval em inúmeras micaretas em todo o país, como a Micareta de Feira de Santana (onde ela estreou em um trio elétrico), Micarande, Fortal, Carnatal e Pré-Caju. No final do mesmo ano, lança "Eu Fico", uma das diversas canções que consagraram sua carreira. Em 3 de dezembro de 2003, lança o segundo álbum ao vivo intitulado Sem-vergonha, que traz canções que ficariam conhecidas pelo público como "Fulano in Sala" e "Foto na Estante". Em 2004 lança "Safado, Cachorro, Sem Vergonha" como tema do Carnaval, conquistando seu primeiro disco de platina por download digital de uma canção, ainda no mesmo ano foi lançado como single a canção "Lirirrixa". Em novembro de 2004, lança a canção "Uau!", sendo o carro-chefe de seu terceiro álbum ao vivo com mesmo título, Uau! Ao Vivo em Salvador, lançado em 21 de dezembro do mesmo ano. O álbum vendeu mais de 250 000 cópias no Brasil, rendendo ao grupo Disco de Diamante pelo DVD e Disco de Ouro pelo CD. Antes de terminar o ano, o grupo realiza concertos nos Estados Unidos, nas cidades de Nova Jérsei e Massachusetts, além de já ter passado em turnê pelo Japão, na cidade de Tóquio. Em 2005, lança "Doce Desejo" como segundo compacto, como terceiro e quarto singles são lançadas as canções "Caranguejo" e "Me Chama de Amor", esta última se torna um de seus maiores êxitos.
Em 10 de dezembro de 2005 é lançada a canção "Bola de Sabão", que em pouco tempo se torna a canção mais exitosa da carreira na banda Babado Novo e o segundo maior de toda carreira de Claudia, conquistando com ele disco de diamante por download digital da canção, alcançou a primeira posição no gráfico brasileiro. Em 30 de dezembro de 2005, lança o quarto álbum do grupo, sendo o primeiro álbum de estúdio, intitulado O Diário de Claudinha, vendendo mais de 120 000 cópias. Em 2006 lança como singles "Despenteia",  que levou o nome da turnê do Babado com a companhia de cosméticos capilares Seda, e "Piriripiti", que se torna tema da novela da Rede Globo, Cobras & Lagartos, ambas conquistando um sucesso enorme. Para finalizar os trabalhos no álbum lançou a faixa "A Camisa e o Botão", que atinge a sétima posição na parada musical brasileira. Ainda em 2006 o Babado Novo se apresenta em Nova Iorque durante o evento do Brazilian Day, em um show para 2,5 milhões de pessoas na avenida Times Square. Em janeiro de 2007, o grupo lançou a canção "Insolação do Coração", que alcança a primeira posição nas paradas musicais brasileiras, tornando um dos maiores sucessos da carreira do Babado Novo. Em 16 de fevereiro é lançado o segundo álbum de estúdio, sendo o quinto da carreira, Ver-te Mar, tendo também uma edição especial que acompanha um DVD gravado em um show intimista na cidade de Salvador, na casa de eventos Trapiche Bernabé. Como singles ainda foram trabalhadas as faixas "Doce Paixão" e "Pensando em Você", ambas ficando em primeiro lugar nas paradas musicais do Brasil. No final de 2007, anuncia sua saída do Babado Novo, lançando seu primeiro single solo, "Exttravasa", porém permanecendo no grupo ainda até o Carnaval de 2008, onde cantou pela última vez no trio do grupo em Salvador.

### 2007–09:Ao Vivo em Copacabana

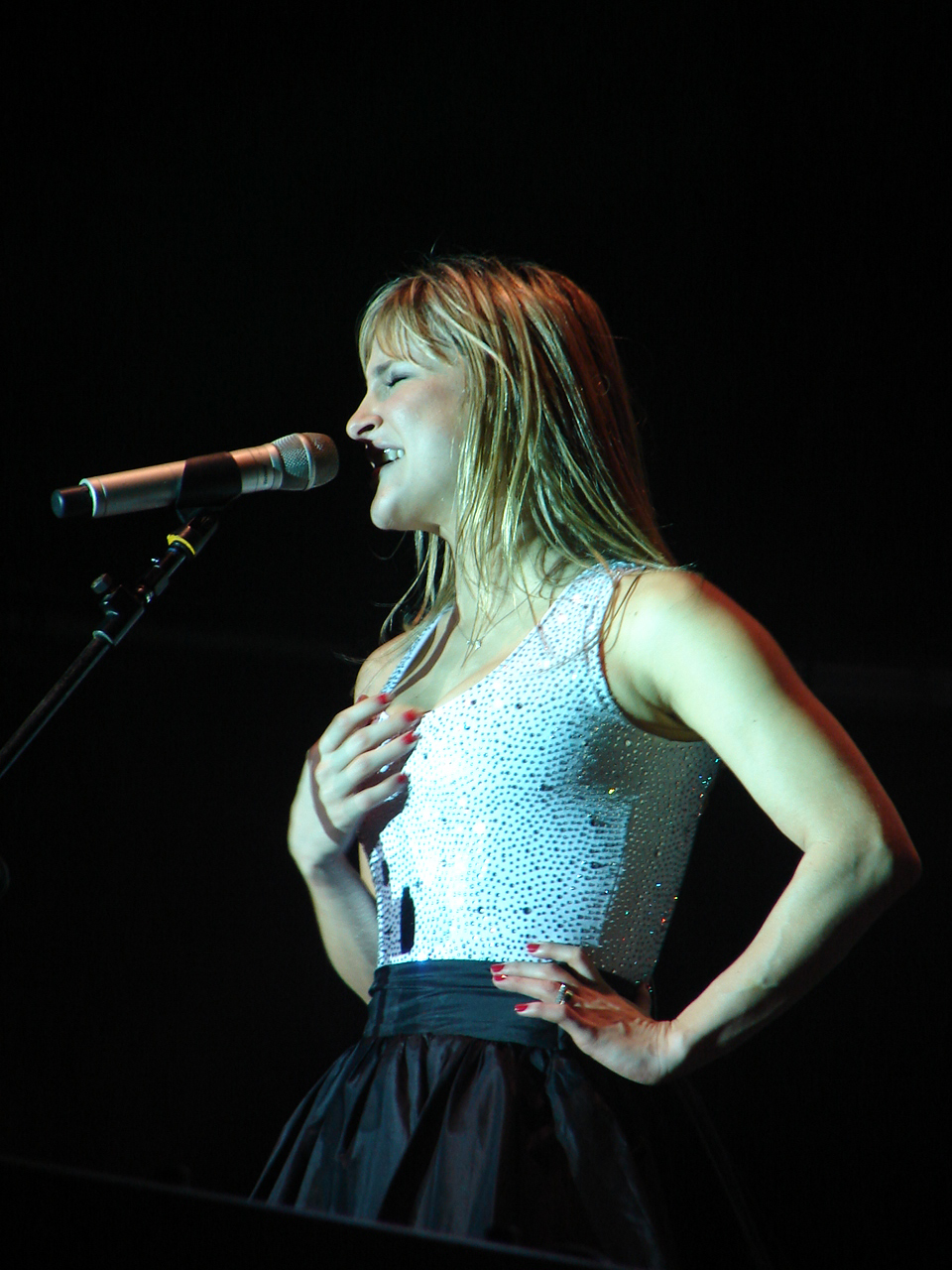
Leitte na Exposição Agropecuária de Araçatuba (2008).

Em 18 de dezembro de 2007 lançou sua primeira canção em carreira solo, "Exttravasa". A faixa, escrita com dois "T"s em referência ao seu sobrenome Leitte que trazia duas consoantes também, a canção foi a mais tocada nas rádios brasileiras daquele ano, se tornando o maior sucesso de toda sua carreira, rendendo a cantora Disco de Diamante pelas 500.000 cópias vendidas dos singles, número um em diversas paradas musicais brasileiras, além de ter sido a música mais executada nas rádios do Brasil no ano de 2008. Em 17 de fevereiro de 2008 grava seu primeiro álbum ao vivo e DVD como cantora solo nas areias da praia de Copacabana, no Rio de Janeiro, trazendo como convidados Daniela Mercury, Badauí, vocalista da banda CPM 22, Wando, Gabriel, O Pensador e Carlinhos Brown e tendo um público estimado de 1 milhão de pessoas. Em 28 de maio lança o segundo single, "Pássaros". Em 4 de julho deu início à sua primeira turnê, Exttravasa Tour, em São Paulo, uma série de 54 shows que passou pelo Brasil e países da Europa como Reino Unido e Portugal. Em 27 de junho é lançado seu primeiro álbum ao vivo e, em 11 de agosto chega às lojas o DVD do mesmo, intitulado Claudia Leitte ao Vivo em Copacabana. O álbum rendeu à cantora Disco de Ouro pelas 100 000 cópias vendidas do CD, Disco de Diamante duplo pelas 500.000 cópias vendidas do DVD, dois discos de Diamante por mais de 1 milhão de cópias digitais dos singles "Exttravasa" e "Beijar na Boca" e Disco de Platina por 100 000 cópias vendidas do single "Pássaros".
Em 25 de novembro é lançado o terceiro compacto do trabalho, "Beijar na Boca", faixa trabalhada visando o verão e o Carnaval 2009, que alcança a posição número 1 nas rádios brasileiras. Ainda em 2008 a cantora assinou contrato com os a tintura de cabelo Cor&Ton, pertencente à empresa Niely, e com com o Guaraná Antarctica, onde participou também da websérie da marca, Os Guardiões. Em 2009 participou do Carnaval apenas 30 dias após dar à luz o seu primeiro filho. Em 15 de março, Claudia inicia uma mini turnê de 15 shows intitulada de Beija Eu Tour. Em 24 de maio lança o quarto e último single do álbum, "Horizonte", canção composta por um fã e dada de presente para a cantora. Em 2 de julho estreia sua terceira turnê nacional, a Sette Tour, título simbolizado pelo número de sorte da cantora e estilizado com dois "T", inspirados em seu sobrenome artístico. O show que abriu a turnê foi realizado no Farol da Barra, em Salvador, levando 460 000 pessoas e contando com a participação do cantor Léo Santana, vocalista do Parangolé. Em 10 de novembro, Leitte lançou a sua primeira fragrância com a Jequiti Cosméticos, que recebeu o nome de "Elo". No final do mesmo ano inaugura o primeiro ano do Navio Elétrico, uma show realizado em alto-mar durante quatro noites dentro de um cruzeiro, evento que viria a ser realizado todos os anos a partir da data.

### 2009–11:As Máscaras

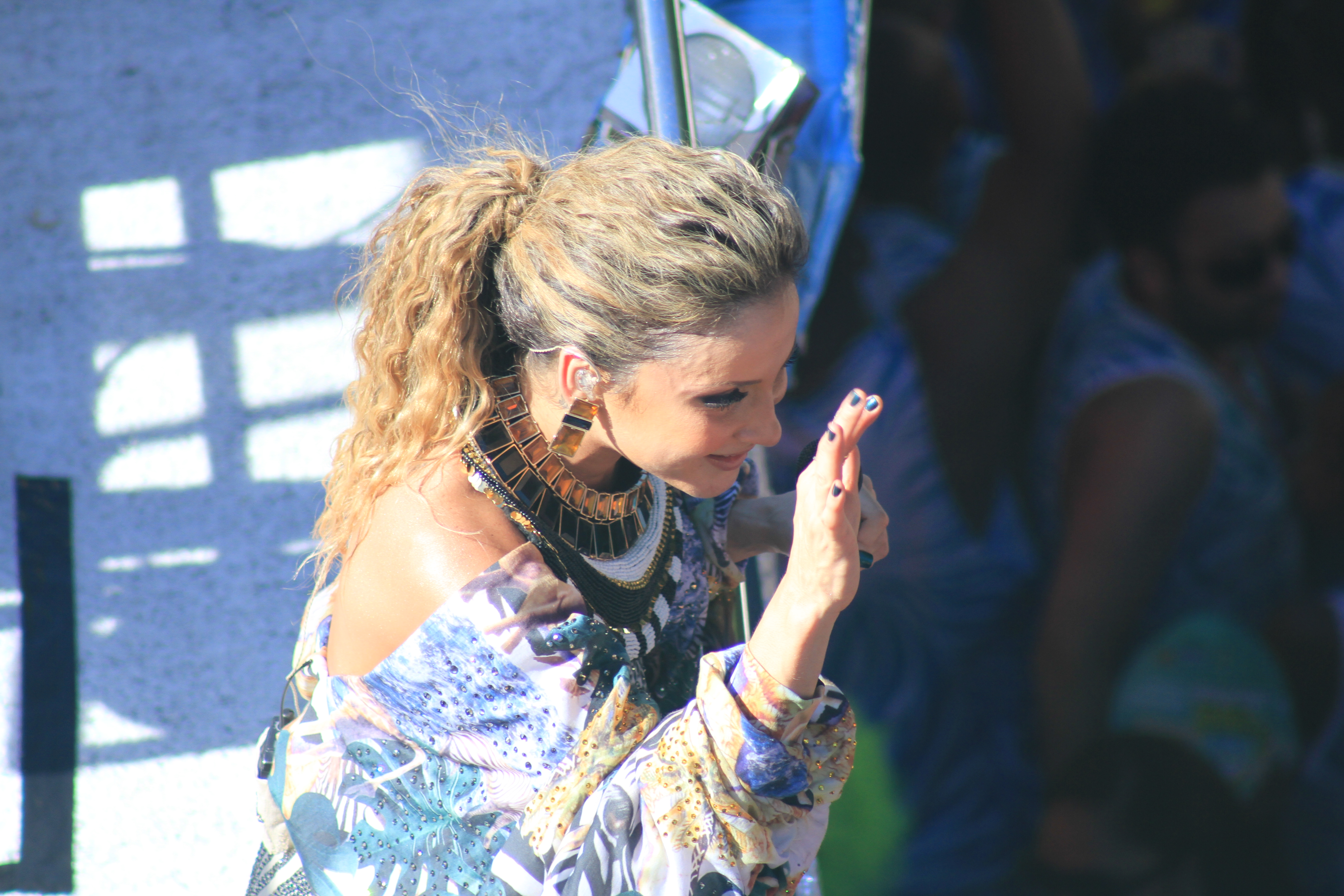
Leitte em um bloco carnavalesco de Salvador (2012).

Em outubro de 2009 lançou o single "As Máscaras (Se Deixa Levar)", que trazia uma sonoridade mais pop e marcando sua estreia na Sony Music, alcançando a terceira posição na Billboard Brasil e a primeira posição no ranking regional de Salvador da Billboard Brasil. Em fevereiro de 2010, durante o Festival de Verão Salvador, Claudia fez uma breve parceria com o cantor estadunidense Akon. No dia 10 de abril entra para o Guinness Book por promover a maior junção de pessoas em beijos simultâneos da história. O recorde foi alcançado no Axé Brasil de 2009 por fazer 8372 casais se beijaram ao mesmo tempo ao som da canção "Beijar na Boca". No mesmo mês se apresenta com sua turnê no Brazillian Day Miami, realizado no Bayfront Park, com um público de 320 000 pessoas. No dia 8 de maio lança a faixa "Famo$a", em parceria com o cantor estadunidense Travie McCoy. A terceira faixa foi lançada no dia 26 de julho de 2010, Don Juan, com participação especial do cantor Belo. A canção chegou a terceira posição na Hot 100, sua melhor posição foi em São Paulo, alcançando a primeira posição. Em seguida, a interprete viaja para a África onde grava o clipe da nova versão de "As Máscaras (Se Deixa Levar)" com participação da cantora africana Lira como parte da trilha sonora da Copa do Mundo de 2010.

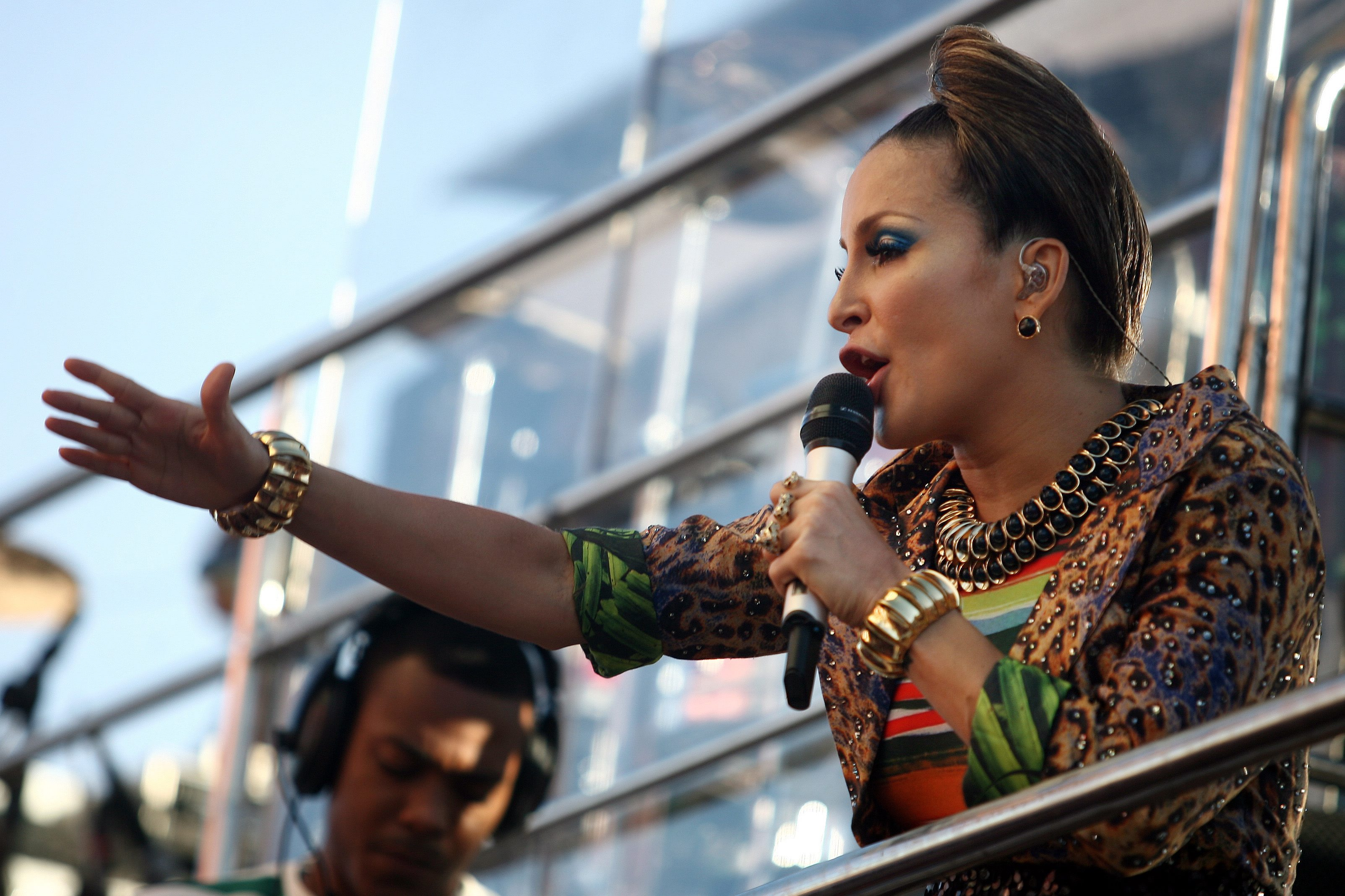
Bloco Papa, com Leitte, no Circuito Osmar, Campo Grande (2012).

Em 3 de julho lança sua turnê Claudia Leitte Rhytmos Tour com início no Riocentro. Em novembro Claudia é convocada para participar do Grammy Latino, em Las Vegas, onde concorreu pelo Melhor Álbum Pop Contemporâneo, não vencendo, porém participando ao lado do ator mexicano Jaime Camil da entrega de um dos prêmios. Em 20 de outubro de 2010, Claudia lança sua fragrância homônima, sendo a sua segunda em parceria com a Jequiti Cosméticos. Pouco antes do final do ano, em 2 de dezembro, lançou o quarto single do álbum, "Água", escolhida para ser trabalhada durante o verão e o Carnaval do ano seguinte. No início de 2011 comandou o Réveillon da Cidade, onde lançou sua nova turnê chamada de Claudia Leitte Tour, show que contou com a participação do cantor Adelmo Casé da banda de eletropopaxé Negra Cor. Água, canção escolhida para ser trabalhada neste verão teve o clip gravado na Cidade Baixa e suas belezas naturais. No Carnaval de 2011 a apresentadora Hebe Camargo passou e comemorou seu aniversário de 82 anos no trio de Claudia. No final do mês de abril, é lançado o single "Trilhos Fortes", onde o videoclipe mostra imagens de momentos íntimos com a família e amigos e partes de diversos shows realizados no período de 2009 a 2010, dirigido por LP Simonetti e Inês Vergara.
Em maio de 2011 a cantora participou da dublagem do filme Carros 2, da Disney, no qual deu voz à personagem Carla Veloso. No mês de julho, Claudia Leitte grava em Miami o clipe da canção Samba com Ricky Martin, dirigido por Flavia Moraes. Em 1 de agosto libera o single promocional "Elixir", com a participação da banda Olodum. Em setembro se apresenta no Miss Universo 2011, onde lança o single promocional "Locomotion Batucada", sua primeira canção em inglês. Em 1 de agosto lança a canção "Preto". Em 7 de setembro anuncia a gravação de um DVD, intitulado Verde e Amarelo, a qual seria gravado em duas partes, uma em Salvador de forma intimista e outra em no Estádio do Morumbi, em São Paulo, com seu show tradicional. Porém os planos acabaram sendo mudados e a cantora gravou o DVD apenas no Teatro Castro Alves, em Salvador. No mesmo mês se apresentou no festival Rock in Rio. Em 28 de outubro lança o single "Dia da Farra e do Beijo".

### 2012–14:NegaloraeAxemusic

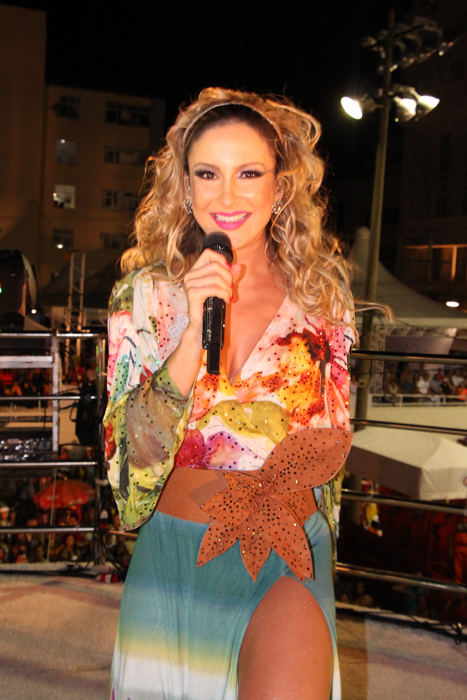
Leitte cantando em um trio elétrico durante o Arrastão de Salvador (2013).

Claudia começou 2012 dando continuidade a turnê mais longa de sua carreira, intitulada de "Claudia Leitte Tour". A turnê durou até 26 de julho de 2012 com 130 shows no Brasil e 2 shows nos Estados Unidos. Durante o Carnaval de 2012 Claudia, Margareth Menezes e Fafá de Belém foram convidada por Ivete Sangalo para cantar com ela durante o tradicional Arrastão de Salvador, realizado no último dia de festa, dividindo os vocais em tradicionais músicas de Carnaval e outras das próprias artistas. Em 21 de março lança "Bem Vindo Amor" para promover seu futuro trabalho. Em maio, Claudia Leitte apresentou seis episódios do programa Superbonita do canal pago GNT. Em junho é convidada para se tornar jurada do reality show The Voice Brasil, da Rede Globo. Em 29 de agosto é lançado seu segundo DVD, intitulado Negalora: Íntimo, gravado de forma intimista. Em 13 de agosto, Claudia deu início a sua sétima turnê, "Sambah Tour". Em 22 de setembro lança a faixa "Largadinho", que recebeu pouco tempo depois uma versão em inglês intitulada de "Lazy Groove" e uma versão com participação do cantor angolano Anselmo Ralph. A canção alcançou a 5ª posição no ranking Billboard World Digital Songs dos Estados Unidos. Aproveitando a divulgação da canção Claudia criou seu primeiro bloco de Carnaval, o Bloco Largadinho, onde a cantora desfilou três dias do Carnaval em 2013. No início de 2013, a Jequiti lançou a terceira fragrância da cantora, recebendo o nome de "Claudia Leitte Intense".

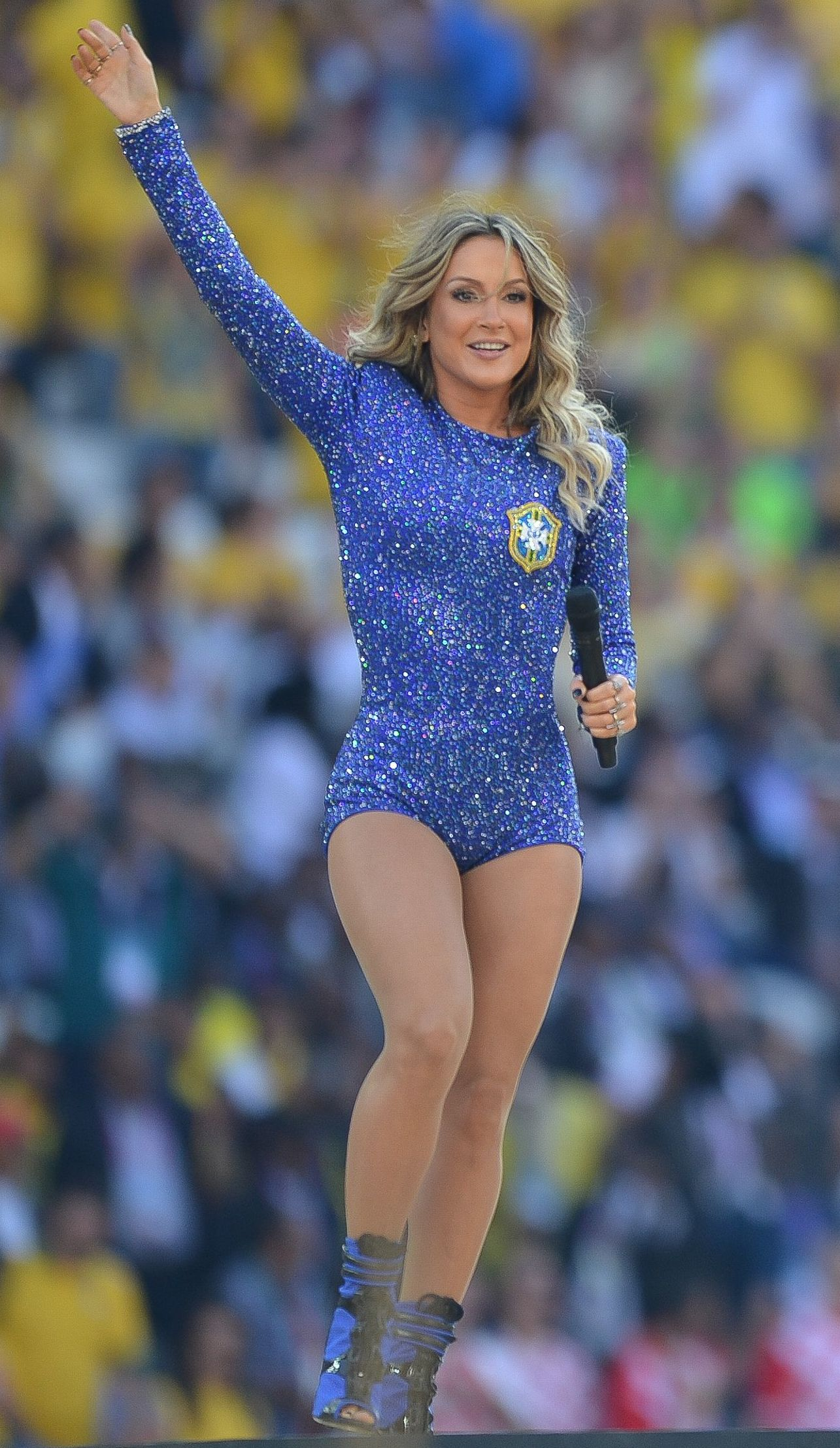
Leitte na abertura da Copa do Mundo FIFA 2014.

Em 28 de janeiro de 2013, a Universal Music lança uma coletânea digital com sucessos da Claudia Leitte e do Babado Novo intitulada de Exttravase!. Em 7 de junho de 2013 é lançada a canção "Quer Saber?", com a participação do cantor Thiaguinho. Em 3 de agosto de 2013 grava o terceiro DVD na Arena Pernambuco, em Recife, durante o festival O Maior Show do Mundo, que viria a ser lançado em 14 de janeiro de 2014 sob o título de Axemusic - Ao Vivo, o álbum alcançou o primeiro lugar nas paradas do iTunes Brasil, estreou em segundo na parada musical da ABPD e esgotou a primeira tiragem em menos de 24 horas. O álbum trazia a participação de artistas como Thiaguinho, Wesley Safadão, Naldo Benny, Luiz Caldas, Wanessa, Armandinho e Nação do Maracatu Porto Rico. O álbum vendeu cerca de 123.000 cópias no Brasil durante o ano de 2014, sendo um dos 25 mais vendidos no país no mesmo ano. As canções Claudinha Bagunceira, Tarraxinha e Dekolê foram lançadas como singles do álbum. Durante uma ação publicitária para as lâminas Gillette Vênus da P&g, Claudia lançou a canção Deusas do Amor com Ivete Sangalo. Ambas receberam o cachê de R$ 1,5 milhões. A canção vendeu mais de 50 000 cópias no Brasil, sendo certificada com Disco de Ouro.
Logo após Claudia grava o tema oficial da Copa do Mundo FIFA 2014, a canção "We Are One (Ole Ola)", junto com os estadunidenses Pitbull e Jennifer Lopez, sendo lançada em 7 de abril e entrando em diversas paradas musicais do mundo. Em 18 de maio o trio realizou uma apresentação da canção durante a premiação norte-americana Billboard Music Awards e, em 12 de junho, na cerimônia de abertura da Copa do Mundo FIFA 2014, em São Paulo junto com um solo de Claudia para a canção Aquarela do Brasil. Durante o período da Copa do Mundo FIFA 2014, o cantor sertanejo Michel Teló lançou a canção Talento com participação de Claudia Leitte, para uma campanha publicitária da Chocolates Garoto. Em agosto anuncia que será rainha de bateria da escola de samba Mocidade Independente de Padre Miguel, do Rio de Janeiro, no Carnaval de 2015.

### 2014–presente:Settee quinto álbum
Em outubro é anunciado que estaria deixando a Som Livre. Logo após promove sua produtora, a 2T's Entretenimento, à selo independente, e lança seu primeiro EP, intitulado Sette. Para promovê-lo, "Matimba" foi escolhida como o primeiro single do álbum, alcançando a terceira posição na parada musical regional de Salvador da Billboard Brasil. Uma versão remix da canção "Matimba" foi lançada com participações dos rappers Big Sean e MC Guimê. Ainda em 2014, Claudia Leitte ganhou o troféu Melhores do Ano na categoria "melhor cantora". Claudia foi eleita uma das principais protagonistas de 2014 em uma lista da "Veja São Paulo", ganhando destaque na capa da revista. Durante o ano de 2014, Claudia permaneceu oito semanas no ranking mundial Social 50 da Billboard, alcançando a 19ª posição como pico. Dando continuidade a sua parceria com o Zumba Fitness, Claudia lançou a canção Portuñol como single promocional junto com um videoclipe em 5 de janeiro de 2015. Já em 22 de janeiro, foi lançada "Prontas pra Divar", single promocional gravado em parceria com Ivete Sangalo e produzida por Carlinhos Brown para mais uma ação publicitária das lâminas Gillette Vênus. A faixa lcançou a segunda posição na parada musical regional de Salvador da Billboard Brasil.

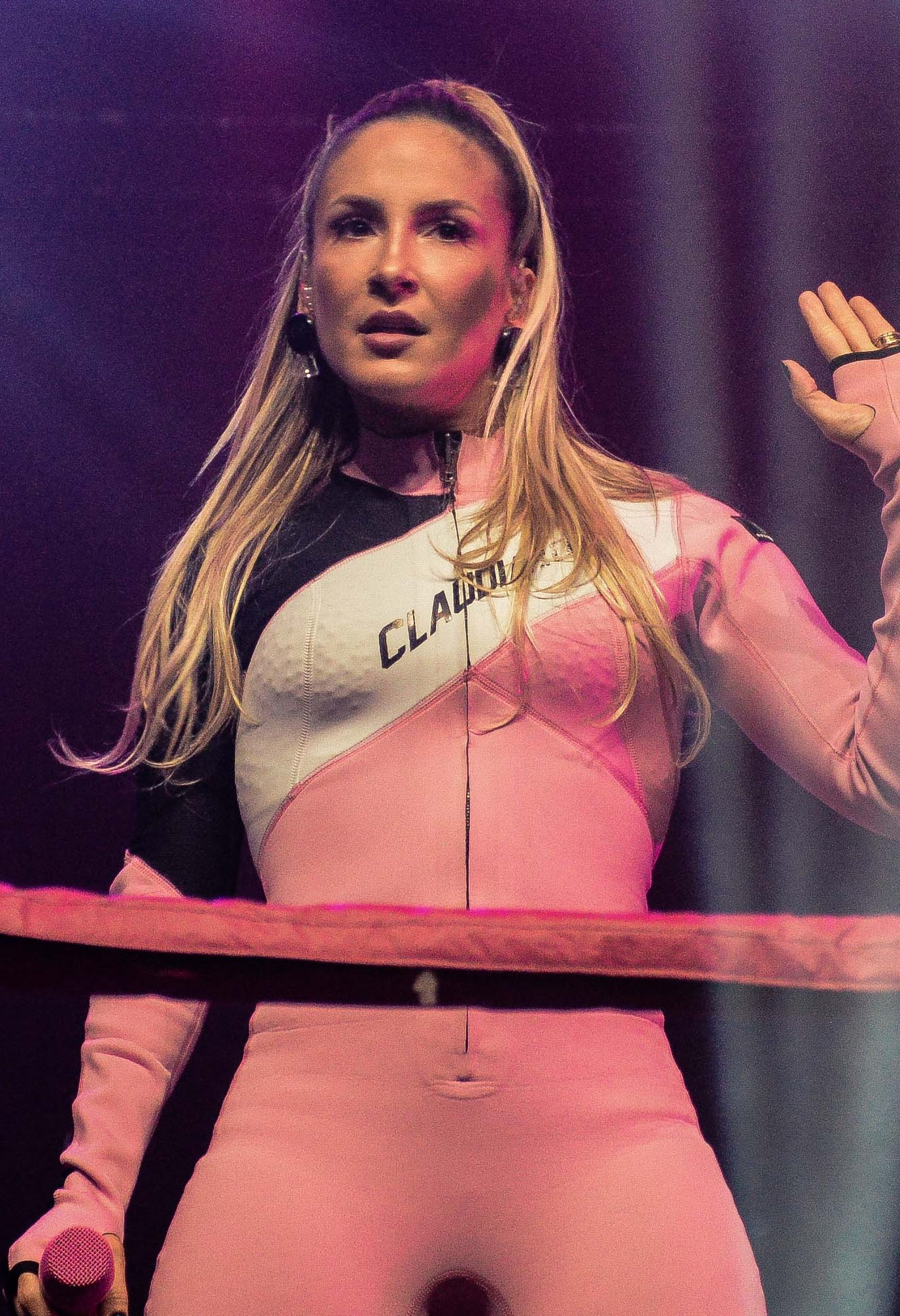
Leitte apresentando-se, na festa Combatchy, em São Paulo (2017).

Em 5 de fevereiro, Claudia Leitte lançou uma nova versão da canção "Cartório", que trouxe uma segunda versão remix em dueto com Luan Santana. A canção que havia sido lançada como single em sua versão solo em 2 de novembro de 2014, alcançou a primeira posição nas rádios de Salvador. Claudia fez seu primeiro carnaval fora de Salvador em 2015, com um show em Santa Rita do Sapucaí em Minas Gerais e desfilando na escola de samba Mocidade Independente de Padre Miguel como rainha de bateria. Em abril, a Jequiti Cosméticos lançou a quarta fragrância da cantora, com o nome de "Claudia Leitte Secret". Em 4 de setembro, Claudia lançou "Signs", sua primeira música sob o selo da Roc Nation. A canção ganhou uma versão em português adaptado pela cantora e um videoclipe, além de fazer parte da trilha sonora da telenovela brasileira I Love Paraisópolis. Em 22 de outubro, lançou "Shiver Down My Spine", sua segunda música pela Roc Nation; a canção integra a trilha sonora do filme S.O.S. Mulheres ao Mar 2 e da telenovela Haja Coração da Globo. Em 18 dezembro de 2015 lança no programa The Voice Brasil o single na língua espanhola "Corazón" em parceria com Daddy Yankee, sendo sua primeira aposta para o verão em outro idioma.
Em janeiro de 2016, a Claudia Leitte lançou a sua quinta fragrância em parceria com a Jequiti, denominada de "Claudia Leitte Chic". Em 7 de maio de 2016, Claudia deu início a turnê Corazón Tour na Arena Skol Anhembi em São Paulo. Em junho anuncia que já havia gravado trinta canções para seu próximo álbum, ainda sem previsão de lançamento. No fim de 2016, Claudia lança a sua sexta fragrância, recebendo o nome de "Claudia Leitte Glam". Uma nova canção, chamada "Taquitá", foi lançada em 11 de novembro de 2016, e pouco depois Claudia participou da faixa "Eu Gosto" do produtor Dennis DJ, ambas sendo promovidas durante o Carnaval de 2017. Em agosto de 2017, foi lançado o hit "Baldin de Gelo". Tanto  "Taquitá" quanto "Baldin" ganharam certificado de ouro no Brasil. Após a conclusão da quinta temporada do reality The Voice, foi anunciada a troca de jurados entre as edições da franquia, com Leitte assumindo o lugar de Ivete Sangalo na versão Kids do programa, que foi ao ar em janeiro de 2018. Neste mesmo mês, aproveitando as comemorações de 10 anos de carreira solo, Leitte lançou a música "Carnaval", com a participação do rapper Pitbull.

## Vida pessoal
No dia 7 de março de 2007, a cantora casou-se com o empresário Marcio Pedreira, a quem conheceu ainda na adolescência e começou a namorar pouco após se reencontrarem por acaso em um restaurante. A cerimonia aconteceu em Salvador, Bahia, onde os convidados se divertiam com canções dos anos 80. O vestido da cantora foi feito pelo estilista Carlos Tufvesson, os cantores Durval Lelys, vocalista da banda Asa de Águia e Daniela Mercury. Em 2012 recebeu junto com a presidente do Brasil Dilma Rousseff o título de cidadã baiana pela Assembleia Legislativa da Bahia.

### Maternidade
Em 9 de julho de 2008, declarou estar grávida durante cerimônia na Câmara Municipal de Salvador, quando recebia o título de cidadã da capital baiana, uma vez que nasceu no estado do Rio de Janeiro. Na ocasião a cantora declarou: "Se eu tive de esperar quase exatos 28 anos para dizer sou baiana, meu filho ou minha filha só vai precisar esperar mais uns seis meses e pouco para ter essa honra". Em 15 de outubro, anunciou que seu bebê era um menino e que se chamaria Davi, uma homenagem ao personagem bíblico Rei Davi. Em 19 de outubro disse em entrevista ao site EGO que a gravidez foi inesperada, uma vez que planejava ter filhos apenas anos depois, quando se estabilizasse em carreira solo, porém pretendia conciliar ambos. Em 20 de janeiro de 2009, deu à luz Davi, no Hospital Aliança, em Salvador. Durante o Carnaval daquele ano gerou polêmica ao participar do circuito dos trios apenas 30 dias após dar à luz. Durante o primeiro mês pós-parto a cantora emagreceu 11 kg. Na ocasião o primogênito de Claudia contraiu meningite, cinco dias depois de estar internado, Davi recebeu alta. Em 27 de janeiro de 2012, anuncia sua segunda gravidez, fato que vinha escondendo há algumas semanas segundo a própria.
No dia 15 de agosto de 2012, Claudia Leitte deu à luz seu segundo filho, Rafael, que nasceu com 3,305 kg e medindo 49 cm. A cantora havia anunciado que gostaria de ter o filho com parto normal, mas após conversar com os médicos concluíram que seria melhor a cirurgia cesariana para evitar riscos.
Em 20 de agosto de 2019 nasce sua primeira menina, Bela, o parto realizado foi a cesariana, em Miami, Flórida.

### Filantropia
Claudia é contra o uso de drogas, e se recusa a participar, por exemplo, de comerciais de cerveja (apesar de, em 2006, ter participado, com os cantores Zeca Pagodinho, Sandra de Sá, Latino e Toni Garrido, da campanha publicitária da cerveja Brahma, sobre a torcida pelo pentacampeonato da Seleção Brasileira de Futebol na Copa do Mundo FIFA de 2006). Em 2007 a cantora foi madrinha da 'Campanha contra Violência Sexual Infanto-Juvenil' do Ministério Público da Bahia. Participou de diversas ações sociais como o Criança Esperança, da Rede Globo, onde já coleciona seis participações, o Teleton, no SBT, e o Ressoar Mega Show, da Rede Record. Também é madrinha de campanhas de combate às drogas em São Paulo. Claudia faz diversos shows beneficentes a muitos hospitais, como o show em prol ao  seu "Hospital de Câncer de Barretos", realizado em 2011. A cantora também foi a madrinha da campanha "Doe Sangue" no Carnatal de 2012.  Em 2012, Claudia posou para a revista Caras onde foi divulgada a primeira foto do seu segundo filho, Rafael. Em sua conta oficial no Instagram a cantora postou uma imagem se referindo a doação feita por ela: “Na Caras, Rafael fez a pose para meus fãs e a alegria de milhares de crianças beneficiadas pela Unicef. Ele é um anjo de Deus! Este é o outro sobrinho de vocês, meus Bubles! Amanhã a revista sai!”. Claudia participa de várias causas sociais, ela é madrinha da oncopediatria do Hospital Aristides Maltez, em Salvador, a musa celebrou o momento doando, 450 000 reais para projetos do Unicef. A interprete ao lado do ator Murilo Rosa protagonizaram a campanha 'Quem Ama Pega no Pé', iniciativa da Apae com o objetivo de alertar os pais sobre a importância de se realizar o teste do pezinho após 48 horas do nascimento do bebê.

## Discografia
Álbum de estúdio
- As Máscaras (2010)

## Filmografia

### Televisão
| Ano           | Título           | Personagem             | Nota(s)                                            |
| ------------- | ---------------- | ---------------------- | -------------------------------------------------- |
| 2009          | Malhação         | Ela mesma              | Episódios: "23–25 de setembro"                     |
| 2009          | Tudo É Possível  | Apresentadora especial | Episódio: "27 de dezembro"                         |
| 2012          | Superbonita      | Apresentadora especial | Episódio: "14 de maio"                             |
| 2012–16, 2021 | The Voice Brasil | Jurada / Técnica       | Temporadas 1-5, 10                                 |
| 2013          | Divertics        | Ela mesma              | Episódio: "23 de dezembro"                         |
| 2016          | Pop Estrada      | Apresentadora especial | Episódio: "18 de julho"                            |
| 2016          | Mister Brau      | Ela mesma              | Episódio: "Carnaval do Brau"                       |
| 2016          | TVZ              | Apresentadora especial | Episódio: "3 de agosto" Episódio: "14 de dezembro" |
| 2018–20       | The Voice Kids   | Jurada / Técnica       | Temporadas 3–5                                     |
| 2021          | The Voice +      | Jurada / Técnica       | Temporada 1                                        |

### Cinema
| Ano  | Filme                           | Personagem         | Nota         |
| ---- | ------------------------------- | ------------------ | ------------ |
| 2011 | Bahêa Minha Vida                | Ela mesma          | Documentário |
| 2011 | Carros 2                        | Carla Veloso (voz) | Dublagem     |
| 2017 | Axé – Canto do Povo de um Lugar | Ela mesma          | Documentário |

## Prêmios e indicações

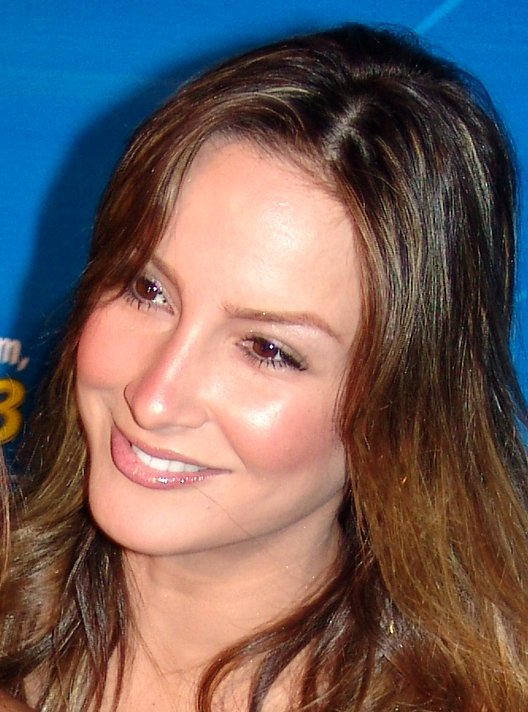
Claudia Leitte em 2007

A cantora tem diversos prêmios em toda sua carreira, em 2003 ganhou dois prêmios Troféu Dodô e Osmar, um por "Banda Revelação" (Babado Novo) e o outro por "Cantora Revelação". Para o ano de 2004, a interprete ganhou dois prêmios, um Prêmio Multishow e outro Troféu Dodô e Osmar, por "Banda Revelação" e "Melhor Produção Visual de Cantora". Já em 2006 ganhou seu primeiro prêmio do Melhores do Ano por "Melhor Banda", também pela banda Babado Novo. A cantora ganhou muitos prêmios em 2007, um da Band Folia por "Melhor Banda de Carnaval de Salvador", um do Melhores do Ano por "Melhor Banda", um do VMB por "Gostosa do Ano", dois do Nickelodeon Kids' Choice Awards por "Melhor Banda" e "Melhor Cantora", também ganhou um Troféu Imprensa por "Melhor Banda". No mesmo ano a cantora ganhou prêmios da Prêmio Portal Globo de Rádio, Prêmio Carnatal e Prêmio Band Folia Carnatal.
Já para o ano de 2008, a cantora ganhou três prêmios Band Folia, de "Melhor Banda de Carnaval de Salvador", "Melhor Música" e "Melhor Cantora", ainda no mesmo ano ganhou dois Press Award de "Melhor Banda de Axé" (Destinado a brasileiros que se apresentam nos EUA - Brazilian Day). Para encerrar esse ano a cantora recebeu o prêmio de "Melhor Cantora" (Troféu Imprensa). Em 2009 foi um dos melhores anos da interprete, foram dez prêmios ganhos, na premiação Band Folia venceu por "Melhor Música" (Beijar na Boca), ganhou do Nickelodeon Kids' Choice Awards por "Melhor Cantora", dos dez prêmios ganhos, foram nove de "Melhor Música" pela faixa "Beijar na Boca". Após o álbum Claudia Leitte ao Vivo em Copacabana, em 2010, Claudia Leitte recebeu quatro prêmios, um de Melhores do Ano por "Melhor Cantora", também venceu na mesma categoria no Nickelodeon Kids' Choice Awards, já no Troféu Dodô e Osmar levou para casa o prêmio de "Melhor Projeto de Trio", para encerrar 2009 recebeu o prêmio A Voz do Rádio como "Melhor Cantora". Claudia Leitte, também no ano de 2013, ganhou no Meus Prêmios Nick como Cantora favorita. Em 2014, Claudia venceu todos os prêmios nas categorias que concorreu no troféu Carnatal da 96 FM: Melhor bloco com "Largadinho"; melhor música com "Matimba" e melhor cantora do carnatal. Ainda no mesmo ano Claudia Leitte foi escolhida pelo público como a melhor cantora do ano no Melhores do Ano 2014.

## Turnês
Oficiais
- Exttravasa Tour (2008)
- Sette Tour (2009–10)
- Rhytmos Tour (2010)
- Claudia Leitte Tour (2011–12)
- Sambah Tour (2012–13)
- Axemusic Tour (2014)
- Sette2 Tour (2014–16)
- Corazón Tour (2016–17)
- Claudia 10 Tour (2017–18)
- My Carnaval Tour (2018–2019)
- CLBRA Tour (2022)
- Origem Tour (2023)
- Intemporal (2025-26)

Promocionais
- Beija Eu Tour (2009)
- O Samba Tour (2010)
- UFCL Tour (2011)
- Barzin da Negalora (2013–16)
- Prainha da Claudinha (2017-2022)
- Bandera Tour (2019-20) [171]

Apresentações especiais
- Luau Largadinho (2013)
- Balada do Largadinho (2013)
- Forró Largadinho (2013)